# Johann Gottfried Schaumburg
Johann Gottfried Schaumburg (né le 18 avril 1703 à Zerbst, mort le 25 mai 1746 à Iéna) est un juriste allemand.

## Biographie
Johann Gottfried est le fils d'un propriétaire rentier de Zerbst Johann Benedikt Schaumburg (né le 30 mars 1672, mort le 2 mars 1743 à Zerbst) et de son épouse Anna Dorothea Heiring, fille de Johann August Heiring. Il est un frère du théologien et surintendant de Lindau Johann August Schaumburg (né le 26 janvier 1720 à Zerbst, mort le 21 août 1793 à Lindau).
Johann Gottfried fréquente la Bartholomäusschule et le Gymnasium Illustre de Zerbst. En 1716, il s'installe au Gymnasium de Görlitz, dirigé par le recteur Samuel Grosser. Le 10 juin 1718, il s'inscrit à l'université de Wittenberg, où il commence ses études de droit en 1719. D'abord, il termine des cours à la faculté de philosophie. Il a notamment pour professeurs Abraham Vater et Jacques-Charles Spener. Il continue à partir du 28 avril 1721 à l'université de Halle, où Christian Thomasius, Johann Peter von Ludewig, Justus Henning Böhmer, Johann Gerhard Schlitte et Johann Gottlieb Heineccius sont ses professeurs.
En 1723, il retourne à Wittenberg, où il réussit son examen juridique le 13 février 1723 et acquiert le droit notarial le 9 mars 1723. En 1724, il se porte candidat comme avocat au tribunal de Zerbst, ce qu'il abandonne et entreprend plutôt une carrière dans une université. À cette fin, il obtient son doctorat à Wittenberg le 2 novembre 1725, puis participe à la vie universitaire à l'université des sciences appliquées de Wittenberg. En 1734, il accepte un appel en tant que troisième professeur titulaire à l'université de Rinteln. En 1736, il s'installe à l'université d'Iéna en tant que professeur des instituts. Il devient aussi assesseur à la cour d'Iéna et de Schöppenstuhl, ainsi que conseiller de Saxe-Weimar. En 1742, il est promu professeur des digestes et associé à l'assesseur de la faculté de droit. En tant que maître de conférences à Iéna, il participe aux tâches d'organisation de l'université. Il est doyen de la faculté de droit et, au semestre d'été 1743, recteur de l'alma mater. Schaumburg attire l'attention à son époque, notamment avec son Compendium Iuris Digestorum et son Introduction au droit saxon.
Schaumburg épouse Louisa Christiana Erdmann à Wittenberg en 1725, la fille de Daniel Gottlieb Erdmann et Maria Raniä, dont il aura huit enfants.
Son commentaire de Samuel von Pufendorf Sam. Puffendorfii Tr. de statu imperii germ. notis ad praesens seculum accomodatus et praetatione de libertate sentiendi in causis publicis restricta auctus est mis à l’Index librorum prohibitorum.